# Misgurnus anguillicaudatus
Misgurnus anguillicaudatus е вид сладководна лъчеперка от семейство Виюнови (Cobitidae).

## Разпространение
Видът е разпространен главно в Източна Азия, но също така се отглежда, като аквариумна риба на други места в Азия, Европа, Америка и Австралия.